# マナテックジャパン
マナテックジャパン合同会社は、米国企業マナテック・インコーポレーテッドの日本法人。東京都港区に拠点を置く、基幹製品のアンブロトースや、フィットネス用サプリメント、スキンケア用品等の輸入、販売事業を行っている企業である。

## 概要
取扱商品は、特許を取得しているアンブロトースを用いた栄養補助食品を中心に、フィットネス用途のサプリメントやスキンケア用品の製品の輸入・販売を行う。

## 沿革
- 2000年（平成12年） - マナテック・ジャパン株式会社設立。「アンブロトース」、「プラス」、「ファイトアロエ」、「スポーツ」発売。
- 2002年（平成14年） - 「食物補強剤としての植物炭水化物の組成物」特許取得 特許5020424[2]
- 2004年（平成16年） - 日本オフィスを東京・品川へ移転。
- 2008年（平成20年）
  - 「食物サプリメントとしての植物炭水化物組成物」特許取得 特許4741625[3]
  - マナテック製品NSF規格認定
- 2010年（平成22年）
  - 「選択された非病原性微生物による天然ポリサッカライドの加工、並びにその作製方法及び使用方法」特表2010-526539[4]
  - 国際競技空手協会 (ISKA)公式サプリメント認定。
- 2011年（平成23年）
  - ソーシャル・ビジネス・ネットワーク (SBN)加盟。株式会社から合同会社へ組織変更。
  - 「抗酸化物質のセンサ、検出方法、および組成物」特許取得 特許5552670[5]